# Frullania changii
Frullania changii là một loài Rêu trong họ Jubulaceae. Loài này được S. Hatt. & C. Gao mô tả khoa học đầu tiên năm 1985.